# Partido Comunista de Castilla y León
El Partido Comunista de Castilla y León es la organización autonómica del Partido Comunista de España en la comunidad autónoma de Castilla y León.
El partido fue inscrito en el registro de partidos políticos del Ministerio del Interior el 13 de noviembre de 1986 como Partido Comunista de Castilla-León. Si bien el registro oficial de partidos políticos sitúa su domicilio social en Madrid, la propia organización en sus medios de difusión ubica la misma en Valladolid.

## Resultados electorales

### Elecciones autonómicas
| Comicios | # de votos | % de votos | Procuradores |
| -------- | ---------- | ---------- | ------------ |
| 1983     | 32 483     | 2,39 %     | 0/84         |

### Elecciones generales
| Comicios | # de votos | % de votos | Diputados | Observaciones |
| -------- | ---------- | ---------- | --------- | ------------- |
| 1977     | 50 775     | 3,68 %     | 0/35      |               |
| 1979     | 65 096     | 4,86 %     | 0/35      |               |
| 1982     | 29 888     | 1,96 %     | 0/35      |               |